# Youth on Parade
Youth on Parade (Vitória da Mocidade (título em Portugal) ) é um filme norte-americano de 1942, do gênero musical, dirigido por Albert S. Rogell e estrelado por John Hubbard e Martha O'Driscoll.

## Produção
Youth on Parade assinala o primeiro trabalho conjunto de uma dupla de compositores que fez história em Hollywood: Jule Styne e Sammy Cahn. Eles escreveram seis canções para o filme, entre elas It Seems I Heard That Song Before, que recebeu uma indicação ao Oscar da categoria.

## Sinopse
Um grupo de universitários é ameaçado de expulsão pelo professor de Psicologia, a menos que apresente a estudante perfeita, que eles criaram de mentirinha. Eles, então, contratam uma atriz de Nova Iorque para encarná-la.

## Principais premiações
| Prêmio | Categoria              | Situação |
| ------ | ---------------------- | -------- |
| Oscar  | Melhor Canção Original | Indicado |

## Elenco
| Ator/Atriz        | Personagem                 |
| ----------------- | -------------------------- |
| John Hubbard      | Professor Gerald Payne     |
| Martha O'Driscoll | Sally Carlyle              |
| Bruce Langley     | Bruce Langley              |
| Tom Brown         | Bingo Brown                |
| Ruth Terry        | Patty Flynn / Betty Reilly |
| Charles Smith     | Willie Webster             |
| Nana Bryant       | Agatha Frost               |
| Ivan Simpson      | Reitor Wharton             |
| Chick Chandler    | Eddie Reilly               |
| Lynn Merrick      | Emmy Lou Piper             |
| Marlyn Schild     | Marlyn                     |